# دور (مجموعه کلاه‌قرمزی)
دور نام سرزمینی خیالی در مجموعهٔ کلاه‌قرمزی است که فامیل دور و دوره از آن‌جا آمده‌اند و بچهٔ فامیل دور نیز تبار دوری دارد.

## امکانات
این شهر یک شبکه تلویزیون محلی دارد به نام «شبکهٔ دور» که در آن فیلم هم نمایش می‌دهند.

## باورهای رایج در دور
خوابیدن
در دور مردم هنگام خواب می‌روند زیر فرش می‌خوابند.
ابراز احساسات
ابراز احساسات در دور به صورت عملی است به طوری که مخاطب متوجه شدت احساسات بشود. به عنوان نمونه اگر می‌خواهند به کسی ابراز محبت کنند به جای ابرازش به صورت کلامی، در عمل به او ابراز علاقه می‌کنند و مثلاً برایش درِ نوشابه بازمی‌کنند. البته کلمات محبت‌آمیزی مانند «درِ قلب من»، «درِ چشمِ من»، «دستت لای در نمونه» نیز استفاده می‌کنند ولی ابراز احساساتشان بیشتر به صورت عملی است و اوج این ابراز محبت وقتی است که برای طرف مقابل در یخچال را می‌گشایند.
زادآوری و تربیت فرزند
بنا به رسمی که در دور توسط کدخدای آن دیار و متأثر از «دَرگوئَن‌ها» بنا گذاشته شده، زنان تنها مسؤولیت زادن کودکان را دارند و پس از آن پرورش کودکان به پدران کودکان سپرده می‌شود.

## پی‌نوشت
1. ↑  طهماسب و دیگران، «قسمت دوم»، کلاه‌قرمزی ۹۰.
2. ↑  طهماسب و دیگران، «فسمت اول»، کلاه‌قرمزی ۹۰.
3. ↑  طهماسب و دیگران، «قسمت دوم»، کلاه‌قرمزی ۹۰.
4. ↑  طهماسب و دیگران، «قسمت دوم»، کلاه‌قرمزی ۹۰.
5. ↑  طهماسب و دیگران، کلاه‌قرمزی ۹۳.